# Stanisław Budkiewicz
Stanisław Budkiewicz (ur. 13 kwietnia 1887 w Łodzi, zm. 21 września 1937 w Moskwie) – polski socjalista i komunista, komisarz administracyjny i oficer wywiadu (Razwiedupr) Armii Czerwonej w stopniu komisarza brygadowego. Ofiara „wielkiej czystki”.

## Życiorys
Syn Ryszarda. Urodził się w rodzinie urzędniczej pochodzenia szlacheckiego. W 1905 ukończył ośmioklasowe gimnazjum. Na krótko aresztowany przez władze carskie podczas rewolucji 1905, po uwolnieniu wyemigrował do Belgii gdzie w latach 1907–1910 studiował ekonomię na Wolnym Uniwersytecie Brukselskim. Po powrocie do Imperium Rosyjskiego pracował jako korepetytor, referent w kasie zapomogowo-pożyczkowej, przedstawiciel Domu Handlowego „G. Meier” w Charkowie i księgowy w firmie FIAT SA w Petersburgu/Piotrogrodzie, jednocześnie działając w  nielegalnej PPS-Lewicy. 
Podczas I wojny światowej w 1916 roku zmobilizowany do armii rosyjskiej. Szeregowiec zapasowej kompanii samochodowej w Piotrogrodzie. Po rewolucji lutowej i obaleniu caratu prowadził agitację rewolucyjną w wojsku. Od kwietnia 1917 roku delegat Piotrogrodzkiej Rady Delegatów Robotniczych i Żołnierskich.
Po przewrocie bolszewickim (rewolucji październikowej) od grudnia 1917 sekretarz Komisariatu do Spraw Polskich w Piotrogrodzie, następnie kierownik delegatury Komisariatu Ludowego Handlu RFSRR w Piotrogrodzie. Od października 1918 zastępca komisarza ludowego finansów Litewsko-Białoruskiej Republiki Rad, kierownik oddziału kancelarii Mińskiego Gubernialnego Komitetu Rewolucyjnego. Wykładał też na kursach partyjnych instruktorów i czerwonych dowódców w Mińsku. 
Od listopada 1919 roku ochotniczo służył w Armii Czerwonej. Komisarz Zarządu Administracyjnego sztabu 16 Armii, od marca 1920 komisarz Zarządu Administracyjnego sztabu Frontu Zachodniego. Pełniąc tę funkcję wziął udział w wojnie bolszewicko-polskiej.
Od 11 stycznia 1921 kierownik sektora, a od 4 maja 1921 biura prasy III Oddziału Zarządu Wywiadu Armii Czerwonej (Razwiedupr). Od 23 marca 1922. szef Zarządu Wywiadu sztabu Frontu Zachodniego. 21 marca 1923 oddelegowany do pracy za granicą. Od 20 lipca 1923  szef III Oddziału Zarządu Wywiadu RKKA. Od 1 listopada 1924 drugi zastępca szefa Zarządu Wywiadu Armii Czerwonej. 16 kwietnia 1925 mianowany attaché ambasady ZSRR w Paryżu. Po powrocie do ZSRR od 1 września 1926 r. szef IV Oddziału IV Zarządu (wywiad) Sztabu Armii Czerwonej (Razwiedupru).
Od 1 lipca 1928 w dyspozycji komisarza ludowego spraw wojskowych i morskich. Od 8 sierpnia 1928 słuchacz Kursów Doskonalenia Wyższego Korpusu Oficerskiego RKKA, które ukończył w 1930.  W latach 1930–1933 sekretarz komisarza ludowego spraw wojskowych i morskich i przewodniczącego Rewolucyjnej Rady Wojennej  ZSRR Klimenta Woroszyłowa. 29 marca 1933  przeniesiony do dyspozycji komisarza ludowego spraw wojskowych i morskich. 
W latach 1928–1937 sekretarz naukowy redakcji Sowieckiej Encyklopedii Wojskowej.
W okresie "wielkiej czystki" 9 czerwca 1937 aresztowany przez NKWD pod zarzutem udziału w antysowieckiej organizacji terrorystycznej. 21 września 1937 skazany na śmierć przez Kolegium Wojskowe Sądu Najwyższego ZSRR, stracony tego samego dnia. Skremowany w krematorium na Cmentarzu Dońskim, prochy pochowano anonimowo (obecnie Mogiła Zbiorowa nr 1 na Nowym Cmentarzu Dońskim).
Zrehabilitowany postanowieniem Kolegium Wojskowego SN ZSRR 26 maja 1956.

## Rodzina
W 1913 zawarł w Petersburgu związek małżeński z Barbarą (1886–1937), z d. Czechowską. Małżeństwo miało dwoje dzieci: Marię i Andrzeja.